# Aktion Saybusch
L'Aktion Saybusch, (in polacco: Akcja Żywiec) fu un'operazione di espulsione di massa per circa 18000-20000 Goral etnici dal territorio della contea di Żywiec nell'area annessa alla provincia tedesca dell'Alta Slesia, condotta dalla Wehrmacht e dalla polizia tedesca durante l'occupazione della Polonia nella seconda guerra mondiale: lo scopo principale dello spostamento forzato dei cittadini polacchi fu quello di creare lo spazio necessario per i coloni di etnia tedesca provenienti da tutta l'Europa orientale, dopo l'annessione della Polonia nel Terzo Reich nel 1939.

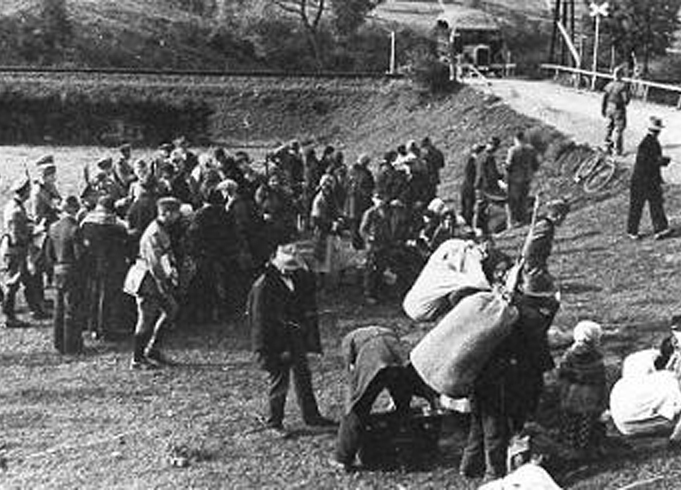
Aktion Saybusch, 24 settembre 1940. I polacchi espulsi attendono il trasporto a un passaggio a livello (in questa foto, alcuni membri delle 129 famiglie deportate dal villaggio di Dolna Sól).

L'azione faceva parte del piano di Adolf Hitler noto come Lebensraum che prevedeva la germanizzazione di tutte le aree polacche a ovest del territorio assegnato al Governatorato Generale. Il nome deriva dal nome tedesco della città di Żywiec – Saybusch. Gli sfollamenti dei polacchi da Żywiec e dal territorio circostante furono guidati dalle autorità di occupazione sotto l'SS-Obersturmbannführer Fritz Arlt, che sostituì Bruno Müller della RKF.
L'Aktion Saybusch durò dal settembre al dicembre 1940, con circa 3200 Volksdeutsche portati nei territori Heim ins Reich dalla Bucovina rumena. Il processo di espulsione è continuato da allora in poi: in totale, tra il 1940 e il 1944, circa 50000 polacchi furono rimossi con la forza dalla regione e sostituiti con circa 4000 coloni della Galizia orientale e della Volinia a cui fu assegnato un nuovo latifondo. Prima dell'invasione tedesca dell'Unione Sovietica, il loro trasferimento fu concordato da entrambi gli invasori durante le Conferenze Gestapo-NKVD. Le espulsioni dalla Slesia orientale furono di diretta responsabilità del SS-Obergruppenführer Erich von dem Bach-Zelewski.

## Corso delle espulsioni

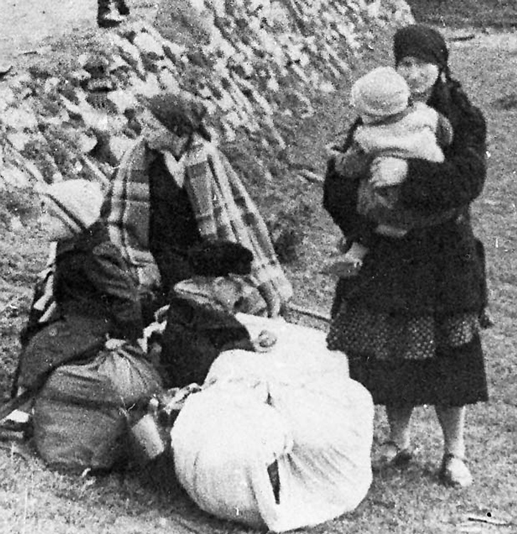
Donne in attesa di trasporto durante Action Saybusch, 24 settembre 1940

Nel dicembre 1939, la polizia tedesca condusse un censimento della popolazione nella regione di Żywiec. Oltre il 99% della gente del posto dichiarò la nazionalità polacca, molto più che nella vera Slesia nell'immediato ovest. L'analisi dei dati del censimento ha posto le basi per le deportazioni di massa nell'Alta Slesia, decise nel luglio 1940. Alcuni credono che gli ebrei polacchi non facessero parte di questa operazione. Lo storico dell'Olocausto Christopher R. Browning scrisse che gli ebrei dovevano esserne parte integrante. I tedeschi locali "non avevano diligentemente effettuato l'identificazione e il sequestro degli attivisti e dell'intellighenzia polacchi e quindi non erano ansiosi di riferire il numero effettivo di ebrei deportati". Ad esempio, le famiglie ebree del distretto Zabłocie di Żywiec furono trasportate in un ghetto di transito e campo di lavoro a Sucha Beskidzka nella primavera del 1941, e nel 1942 inviate a bordo dei treni dell'Olocausto ad Auschwitz. Tutto fu preparato con cura dalle autorità di occupazione tedesche, con orari per i trasporti ferroviari polacchi, razioni di cibo e un gruppo di funzionari della Gestapo che parlavano polacco. Il costo dell'operazione stimato in circa 300000 marchi doveva essere pagato dagli stessi prigionieri. L'azione iniziò simultaneamente in luoghi diversi il 22 settembre 1940 alle 5 del mattino. Le unità della polizia e dell'esercito circondarono gli insediamenti polacchi ed entrarono nelle case ordinando agli agricoltori di andarsene entro 20 minuti.
La testimone oculare Helena Szatanikowa osservò che tutte le istruzioni provenivano da un mandato stampato in polacco. Ai residenti fu chiesto di consegnare tutti i soldi e gli oggetti di valore. Potevano portare con sé solo vestiti e cibo, lasciandosi dietro tutto il resto compreso il bestiame. Furono trasportati con i camion verso i cosiddetti punti di transito nelle vicine città di Żywiec, Rajcza, Sucha Beskidzka e più lontano come Końskie e altri. Nel frattempo, i nuovi coloni germanici erano già in attesa presso i centri di distribuzione allestiti a Bogumin e Cieszyn. I polacchi furono sottoposti a selezione e separati tra quelli "di valore razziale" (per un trattamento preferenziale) e gli altri, compresi donne e bambini. I gruppi di giovani furono radunati per il lavoro forzato in Germania. Secondo la legge tedesca tutti i prigionieri dovevano essere riforniti di beni di prima necessità per 14 giorni; in realtà furono spogliati dei rimanenti effetti personali.

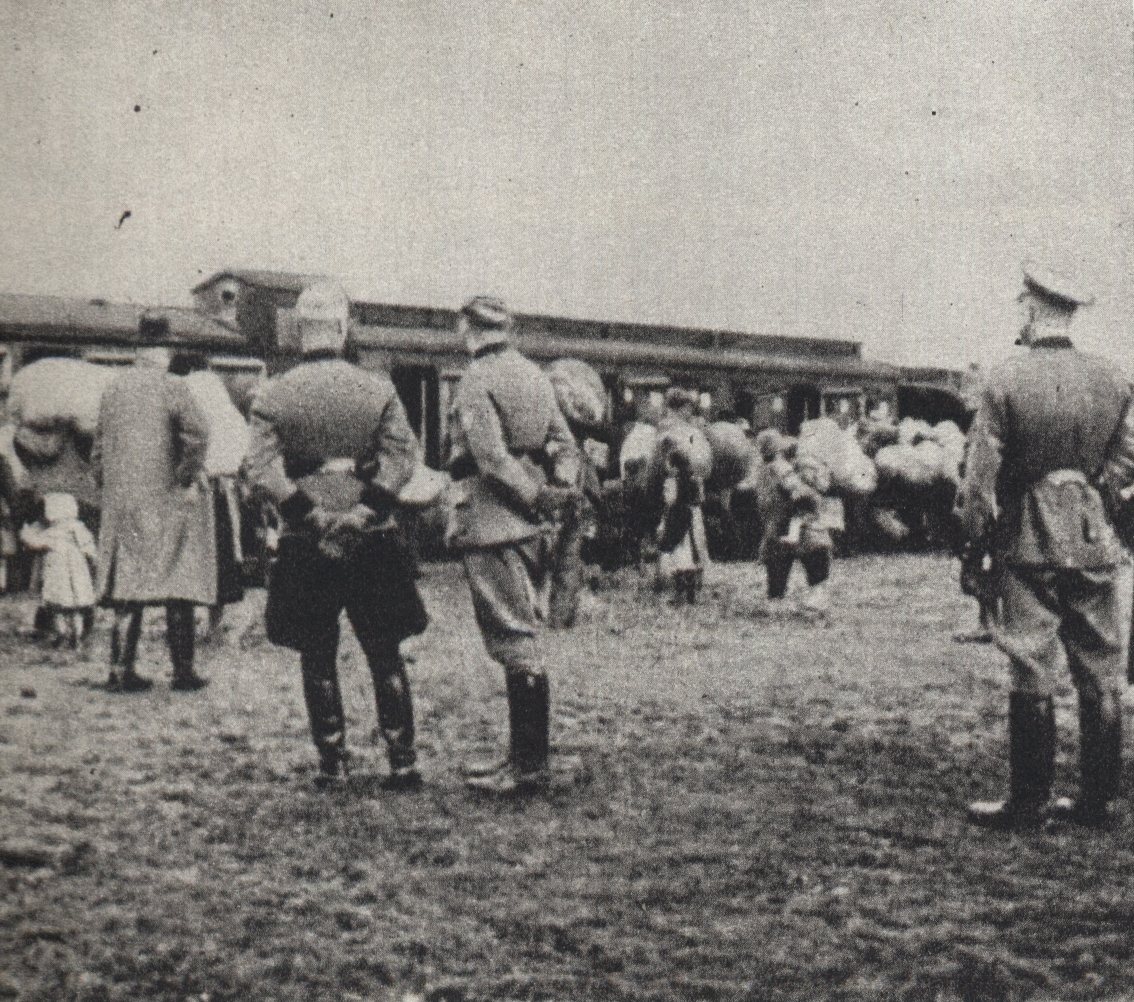
Le famiglie polacche che trasportano i beni consentiti salgono a bordo del treno per la deportazione

I punti di raccolta nelle stazioni ferroviarie ospitavano ogni volta circa 1000 polacchi divisi in gruppi di 40 persone in linea con i vagoni già numerati. Ogni trasporto veniva solitamente inviato separatamente, prima verso un nodo ferroviario a Łódź per un'ulteriore selezione, e da lì, a località precedentemente scelte in tutto il Governatorato Generale. I polacchi sono stati consegnati nelle città e nei villaggi nelle vicinanze di Biłgoraj, Wadowice, Radzymin, Łuków e ai governatorati di Lublino e Kielce, ad esempio nella riserva di Lublino organizzata dall'ottobre 1939, dove furono lasciati senza alcun aiuto reale.
Inoltre, i tedeschi avevano avvertito la popolazione locale che i deportati in arrivo erano criminali, aggravando così ulteriormente la loro situazione. Furono accolti con paura e riluttanza nelle loro destinazioni. Molti di loro morirono durante il trasporto, altri furono costretti a mendicare. L'intera operazione di sfollamento fu condotta dal Battaglione di Polizia n. 82 (sotto il comando di Kegel) e dal battaglione n. 83 (sotto il comando di Eugen Seim, di stanza a Jeleśnia) con circa 500 soldati e numerosi altri funzionari delle SS, RKF e NSDAP tra cui anche gli ufficiali della Gestapo di Katowice.

## I coloni
Le case polacche abbandonate furono pulite e lavate dai lavoratori forzati, per lo più prigionieri ebrei e alcuni Goral rimasti, che furono successivamente impiegati dai nuovi proprietari di fattorie. I capannoni ritenuti non igienici furono demoliti. Il dipartimento preparò le bandiere con la svastica ed i ritratti di Hitler da collocare nelle fattorie dichiarate pronte per l'occupazione dai nuovi tedeschi. Nonostante la campagna di propaganda nazista dipingesse un quadro roseo del loro opulento futuro, i nuovi ospiti non ricevettero le migliori terre, che erano riservate al Reichsdeutsche che in precedenza aveva prestato servizio nella Wehrmacht. Molti coloni furono delusi dei semplici cottage di legno in cui furono trasferiti e dai terreni agricoli di scarsa qualità.
I funzionari di Wartheland Gaue lamentarono l'arretratezza culturale dei nuovi arrivati rispetto alla maggior parte dei polacchi, e la loro incapacità di parlare correttamente il tedesco: i nuovi coloni furono posti sotto sorveglianza permanente della polizia.

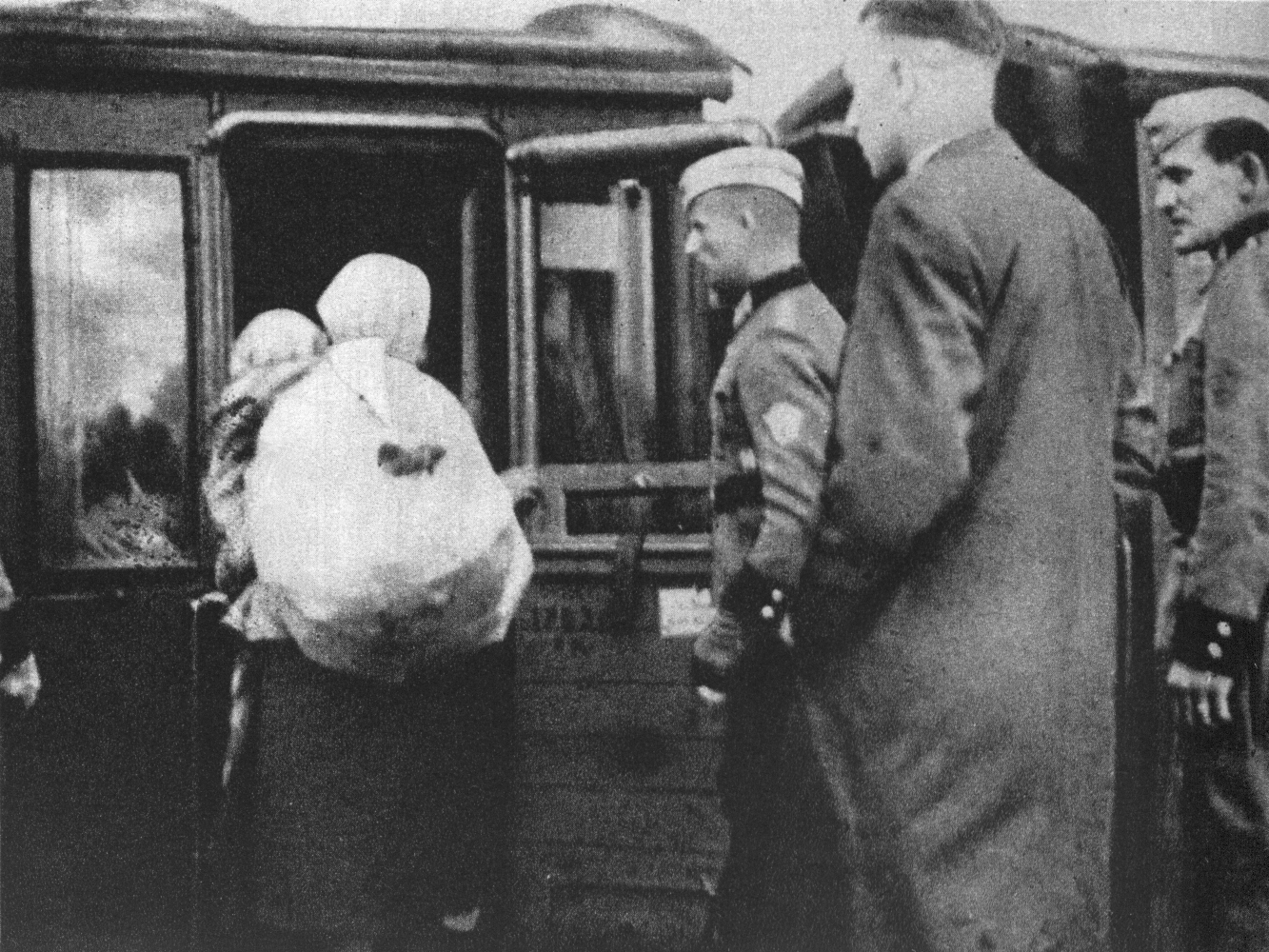
Espulsione delle donne Goral dalla contea di Żywiec

L'Aktion Saybusch terminò ufficialmente il 12 dicembre 1940, anche se l'ultimo trasporto (su un totale di 19) fu spedito a 31 gennaio 1941. Oltre ai 18000-20000 deportati inviati attraverso il confine, circa 8000 Goral impiegati nelle industrie locali furono allontanati dalle loro case. Fu un progetto pilota destinato a essere seguito da azioni simili, ma nel marzo 1941 l'SS-Obergruppenführer Hans Frank si oppose all'ulteriore sovraffollamento del suo distretto. Di conseguenza, dal 1942 in poi, i deportati polacchi furono collocati con gli altri contadini nei villaggi più poveri all'interno dello stesso territorio della Slesia o furono inviati in uno dei nuovi 23 campi chiamati Polenlager, creati appositamente per questo scopo.
Alla fine della guerra, circa 50000 cittadini polacchi furono sfollati da Żywiec e dall'area circostante, quasi un terzo della sua popolazione. Nei Polenlager furono effettuate ulteriori selezioni, compresa la sottrazione dei bambini dai genitori, che dopo la verifica furono inviati ai centri di germanizzazione del Lebensborn. I contadini sfollati di Goral che tornarono alle loro case nel 1945 trovarono la maggior parte degli edifici rasi al suolo o distrutti, e tutto il resto rubato dai coloni in fuga dall'avanzata sovietica.

## L'indagine degli anni '90
All'inizio degli anni '90, l'Aktion Saybusch fu indagata dalla Commissione per il perseguimento dei crimini contro la nazione polacca presso l'Institute of National Remembrance di Katowice, seguita da un'indagine formale avviata nel 1998 dal senatore Władysław Bułka. Dopo una serie di annunci sulla stampa, circa 1000 persone hanno contattato l'istituto con i dati raccolti personalmente e con i materiali supplementari, rivelando l'identità di molte famiglie sfollate. Secondo Ewa Koj, la maggior parte delle vittime ancora viventi era già stata intervistata. L'indagine era limitata dall'avanzare dell'età e doveva essere interrotta per motivi legali. Fu seguita da un'ampia mostra di documenti e fotografie raccolti durante il processo e presentati in molte città e paesi della regione, tra cui Katowice, Żywiec, Bielsko-Biała e altri. Gli autori nazisti della pulizia etnica erano già stati condannati durante il processo di Norimberga. L'istituto ha annunciato che discutere di questioni relative ai risarcimenti di guerra non rientrava nel loro mandato, cosa che alcune vittime viventi hanno trovato deludente.